# Philoliche turpis
Philoliche turpis är en tvåvingeart som beskrevs av Usher 1968. Philoliche turpis ingår i släktet Philoliche och familjen bromsar. Inga underarter finns listade i Catalogue of Life.